# SALTY's
SALTY's（ソルティーズ）は、よしもとクリエイティブ・エージェンシー所属のエアバンド。2015年結成。2020年解散。

## 概要
世界初の塩顔男子エアバンドをキャッチコピーに主にヨシモト∞ホールで活動するエアバンド。
芸人らしからぬクオリティの高い楽曲と芸人ならではのコーナーを交えたライブスタイルが持ち味。ギターとベースはエアだが、サックスのみ実際に演奏している。
メンバー全員名字に塩がつき、あくまで芸人とは別人という設定で活動していたが、2019年6月頃からは設定を取りやめ、塩のついた名字と本名を同時に紹介するようになった。
全ての楽曲の作詞はボーカルである塩村が担当。塩顔ジェネレーションのみ、塩村と武井優心（Czecho No Republic）の共作。

## 来歴
元々音楽系ユニットを作りたいと考えていた塩村が、2014年12月にミュージックステーションのゴールデンボンバーのステージにエキストラとして出演した際、鬼龍院翔に「何かやる時があったら声をかけてください」と言われ、SALTY'sの結成を決意。
メンバーを集めた後やはり塩チョは塩顔ではないと思った塩村が、急遽塩チョの顔面を白塗りにし白狐のメイクをさせるも、発案した塩村自身がメイクをいらないと考え始め、2016年7月に行われた1周年ライブをもって塩チョはメイクをやめ、素顔で活動を始める。（1周年ライブで公開されたメンズラシクのPVには塩チョが狐の仮面を外すシーンがある）
2016年10月には初のライブハウスワンマンを代官山unitで行い、初の配信シングルのリリースが発表された。また、このライブをもって塩添が脱退し、4人体制になる。
2017年12月24日に行われたライブにて 2018年の年末に1000人キャパのライブハウスでのワンマンライブの開催と、この公演のチケットが完売しなければ解散することを発表。見事1000枚のチケットを完売させ、2018年12月18日に恵比寿LIQUIDROOMにてワンマンライブを開催。神保町花月での舞台公演とLINE公式アカウントの開設が発表された。
2018年のハロウィン翌朝、渋谷の街を清掃するためメンバー全員でルンバの仮装をし清掃活動をしたところ、その旨を伝えたツイートのいいねが1500を超え、数々のメディアに取り上げられた。
2019年3月に行われた塩チェコ〜トーク編〜にて、同年7月3日にメジャーデビューアルバム「塩」を発売することを発表した。
2020年6月20日、Twitterにて解散を発表。グループ結成5周年である7月1日に行われた「解散配信 〜終塩〜」をもって解散した。

## メンバー
| 名前   | 担当     | メンバーカラー | 生年月日              | 備考                                |
| ------ | -------- | -------------- | --------------------- | ----------------------------------- |
| 塩村   | ボーカル | 赤             | 1988年8月21日（36歳） | 松村惇史 （プロポーカープレイヤー） |
| 塩澤   | ギター   | 青             | 1988年9月15日（36歳） | 小澤慎一朗（元ピスタチオ）          |
| 塩野   | ベース   | 黄             | 1990年8月13日（34歳） | 小野竜輔（元ダイヤモンド）          |
| 塩チョ | サックス | グレー         | 1987年2月9日（38歳）  | 西村ヒロチョ                        |

| 名前 | 担当       | メンバーカラー | 生年月日              | 備考                                        |
| ---- | ---------- | -------------- | --------------------- | ------------------------------------------- |
| 塩添 | キーボード | 緑             | 1985年6月11日（39歳） | 山添寛（相席スタート） 2015年7月-2016年10月 |

## 楽曲
| タイトル               | 公開日         | 備考 |
| ---------------------- | -------------- | --- |
| ソルティードッグ       | 2015年12月12日 | 2016年11月2日に配信シングルとしてリリース |
| またここに             | 2016年1月11日  | |
| うすしおスクールデイズ | 2016年3月26日  | |
| メンズラシク           | 2016年8月15日  | 2018年1月17日に配信シングルとしてリリース |
| 勝手な日曜日           | 2017年2月25日  | 2018年3月28日に配信シングルとしてリリース |
| #モテたい              | 2018年2月9日   | 斎藤司（トレンディエンジェル）がゲスト出演 2018年2月7日にショートバージョンが公開 指定のツイートが1000リツイートを超えたため、 フルバージョンが公開された。 2018年2月7日に配信シングルとしてリリース |
| やっぱ塩やねん         | 2018年9月14日  | 2018年6月8日にショートバージョンが公開 2018年6月13日に配信シングルとしてリリース |
| Never 塩ding Story     | 2018年11月7日  | 2018年11月7日に配信シングルとしてリリース |
| 塩顔ジェネレーション   | 2019年7月10日  | しゅんしゅんクリニックPと山﨑ケイ（相席スタート）がゲスト出演 2019年6月6日にショートバージョンが公開 2019年7月3日にメジャーデビューアルバム「塩」のリード曲としてリリース                            |

| タイトル                                        | 発売日         | 備考                                                              |
| ----------------------------------------------- | -------------- | ----------------------------------------------------------------- |
| ソルティードッグ                                | 2016年11月2日  |                                                                   |
| 好奇心の病                                      | 2016年11月2日  |                                                                   |
| 白いサンタさん                                  | 2017年12月13日 | 4ヶ月連続配信第1弾                                                |
| メンズラシク                                    | 2018年1月17日  | 4ヶ月連続配信第2弾                                                |
| #モテたい                                       | 2018年2月7日   | 4ヶ月連続配信第3弾                                                |
| 勝手な日曜日                                    | 2018年3月28日  | 4ヶ月連続配信第4弾                                                |
| やっぱ塩やねん                                  | 2018年6月13日  |                                                                   |
| 勝手な日曜日（2018.6.17@Shibuyaサイクロン）     | 2018年8月29日  | 「SALTY's × Runny Noize 2MAN LIVE 〜塩っ鼻〜 in東京」のライブ音源 |
| メンズラシク（2018.6.17@Shibuyaサイクロン）     | 2018年8月29日  | 「SALTY's × Runny Noize 2MAN LIVE 〜塩っ鼻〜 in東京」のライブ音源 |
| ソルティードッグ（2018.6.17@Shibuyaサイクロン） | 2018年8月29日  | 「SALTY's × Runny Noize 2MAN LIVE 〜塩っ鼻〜 in東京」のライブ音源 |
| #モテたい（2018.6.17@Shibuyaサイクロン）        | 2018年8月29日  | 「SALTY's × Runny Noize 2MAN LIVE 〜塩っ鼻〜 in東京」のライブ音源 |
| やっぱ塩やねん（2018.6.17@Shibuyaサイクロン）   | 2018年8月29日  | 「SALTY's × Runny Noize 2MAN LIVE 〜塩っ鼻〜 in東京」のライブ音源 |
| Never 塩ding Story                              | 2018年11月7日  |                                                                   |

| タイトル                                 | 備考 |
| ---------------------------------------- | --- |
| ソルティードッグ 〜アコースティックver〜 | 「大さじ1000SALT」にて、規定人数を連れて来場したもののみに配布されたCD「裏塩Stock」に収録                                                            |
| ゆでたまご                               | 「SALTY's LIVE 〜塩Reborn〜」で披露。塩チョが作曲とギターを担当した。                                                                                |
| だしまきたまご                           | 「SALTY's LIVE 〜桜が散った時、僕は塩をふるだろう〜」で披露。塩澤と塩野が作詞と歌を、 塩チョが作曲とギターを担当した。ゆでたまごとメロディーは同じ。 |
| 栞                                       | 「SALTY's 2nd anniversary Live 〜塩dress Summer〜」で披露。塩澤と塩野のデュエット曲。                                                                |

## ライブ
| 年     | 日程     | タイトル                                                                           | 会場                         | 備考 |
| ------ | -------- | ---------------------------------------------------------------------------------- | ---------------------------- | --- |
| 2015年 | 7月1日   | SALTY's 1st LIVE 〜塩顔たちは集うことにした〜                                      | ヨシモト∞ホール              | 石田明（NONSTYLE）がゲスト出演                                                                                  |
| 2015年 | 10月6日  | SALTY's 2nd LIVE 〜塩顔たちはもう一歩進むことにした〜                              | ヨシモト∞ホール              | |
| 2015年 | 12月25日 | SALTY's 3rd LIVE 〜塩顔たちは聖なる夜に舞い降りる事にした〜                        | ヨシモト∞ホール              | |
| 2016年 | 3月14日  | SALTY's 4th LIVE 〜塩顔たちの白い日〜                                              | ヨシモト∞ホール              | |
| 2016年 | 5月14日  | SALTY's 5th LIVE 〜雨、時々塩顔〜                                                  | ヨシモト∞ホール              | |
| 2016年 | 7月1日   | SALTY's 1anniversary LIVE 〜塩顔たちが集って1年が経った〜                          | ヨシモト∞ホール              | |
| 2016年 | 10月30日 | SALTY's one-man LIVE 「AIR SALT KICK」                                             | 代官山unit                   | 配信シングルのリリースを発表 塩添がこのライブをもって脱退                                                       |
| 2016年 | 12月24日 | SALTY's Xmas LIVE 〜ソルティマスイヴ〜                                             | ヨシモト∞ホール              | 塩村がインフルエンザで休演                                                                                      |
| 2017年 | 2月10日  | SALTY's LIVE 〜塩Reborn〜                                                          | ヨシモト∞ホール              | |
| 2017年 | 4月13日  | SALTY's LIVE 〜桜が散った時、僕は塩をふるだろう〜                                  | ヨシモト∞ホール              | |
| 2017年 | 7月1日   | SALTY's 2nd anniversary Live 〜塩dress Summer〜                                    | ヨシモト∞ホール              | |
| 2017年 | 12月24日 | SALTY's X'mas LIVE 「ソルティマスイヴ 〜お待たせしました、新曲のプレゼントです〜」 | ヨシモト∞ホール              | 2018年の年末に1000人キャパのライ ブハウスでワンマンライブを成功させ なければ解散することを発表                  |
| 2018年 | 2月4日   | SALTY's バレンタインライブ 〜#モテない #モテたい #バレンタイン〜                   | ヨシモト∞ホール              | |
| 2018年 | 3月31日  | SALTY's 2018 Spring LIVE 〜桜塩吹雪〜                                              | ヨシモト∞ホール              | |
| 2018年 | 9月18日  | SALTY's LIVE 『ROAD TO 大さじ1000SALT』                                            | ヨシモト∞ホール              | 斎藤司（トレンディエンジェル） がゲスト出演                                                                     |
| 2018年 | 11月6日  | SALTY's LIVE 「ROAD to 大さじ1000SALT 〜Never 塩ding Story〜」                     | ヨシモト∞ホール              | |
| 2018年 | 12月18日 | SALTY's SP LIVE 「大さじ1000SALT」                                                 | 恵比寿LIQUIDROOM             | 神保町花月での舞台公演と、 LINE公式アカウントの開設を発表                                                       |
| 2019年 | 7月1日   | SALTY's 4th anniversary LIVE 〜塩顔たちはCDを出すことにした〜                      | ヨシモト∞ホール              | 石田明（NONSTYLE）がゲスト出演                                                                                  |
| 2019年 | 8月10日  | SALTY's LIVE TOUR 2019 〜塩足〜                                                    | 沼津ラクーンよしもと劇場     | 初のツアー公演 大宮公演のみフィーバーゆうじろう、伊地知大樹（ピスタチオ）、野澤輸出（ダイヤモンド）がゲスト出演 |
| 2019年 | 8月11日  | SALTY's LIVE TOUR 2019 〜塩足〜                                                    | よしもと幕張イオンモール劇場 | 初のツアー公演 大宮公演のみフィーバーゆうじろう、伊地知大樹（ピスタチオ）、野澤輸出（ダイヤモンド）がゲスト出演 |
| 2019年 | 8月18日  | SALTY's LIVE TOUR 2019 〜塩足〜                                                    | ポストよしもと               | 初のツアー公演 大宮公演のみフィーバーゆうじろう、伊地知大樹（ピスタチオ）、野澤輸出（ダイヤモンド）がゲスト出演 |
| 2019年 | 9月16日  | SALTY's LIVE TOUR 2019 〜塩足〜                                                    | 大宮ラクーンよしもと劇場     | 初のツアー公演 大宮公演のみフィーバーゆうじろう、伊地知大樹（ピスタチオ）、野澤輸出（ダイヤモンド）がゲスト出演 |
| 2019年 | 12月25日 | SALTY's Xmas LIVE〜4人の白いサンタさん〜                                           | ヨシモト∞ホール              | 事実上のラストワンマン                                                                                          |

| 年     | 日程           | タイトル                                       | 会場             | 備考                                                                                          |
| ------ | -------------- | ---------------------------------------------- | ---------------- | --------------------------------------------------------------------------------------------- |
| 2018年 | 6月17日        | 第一回 ファンミーティング 「塩会（えんかい）」 | shibuya CYCLONE  | 2017年12月31日に行われたライブ のファン投票企画で、SALTY'sが 優勝した記念のファンミーティング |
| 2018年 | 11月19日       | ソルトーク                                     | ヨシモト∞ドームⅠ | 初のトークイベント                                                                            |
| 2018年 | 11月21日       | ソルトーク                                     | ヨシモト∞ドームⅠ | 塩村は特典会のみの参加                                                                        |
| 2018年 | 11月27日       | ソルトーク                                     | ヨシモト∞ドームⅠ | 塩澤、塩野、塩チョのみの出演                                                                  |
| 2018年 | 11月28日       | ソルトーク                                     | ヨシモト∞ドームⅠ | 塩澤、塩野のみの出演 辻井亮平（アイロンヘッド）、光永がゲスト出演                             |
| 2018年 | 11月29日       | ソルトーク                                     | ヨシモト∞ドームⅠ | 塩澤、塩野、塩チョのみの出演                                                                  |
| 2019年 | 2月8日-2月11日 | #モテたい                                      | 神保町花月       | 初の舞台公演                                                                                  |
| 2019年 | 6月6日         | 塩会〜新衣装お披露目会〜                       | ヨシモト∞ドームⅠ |                                                                                               |

| 年     | 日程     | タイトル                                                                      | 会場                                         | 備考                                                                               |
| ------ | -------- | ----------------------------------------------------------------------------- | -------------------------------------------- | ---------------------------------------------------------------------------------- |
| 2016年 | 7月29日  | NANIWAdelic                                                                   | 大阪BIGCAT                                   | 初の∞ホール外でのライブ                                                            |
| 2016年 | 8月6日   | SHIBUYA∞FES2016 前夜祭!! 〜あれもこれもなにもかも一足先にフライングゲットSP〜 | ヨシモト∞ホール                              |                                                                                    |
| 2016年 | 8月7日   | SHIBUYA∞FES special live                                                      | ヨシモト∞ホール                              |                                                                                    |
| 2017年 | 3月12日  | The 男子音楽厨房@代官山unit 〜ライブとクッキングバトルの宴〜                  | 代官山unit                                   | 初の対バン出演                                                                     |
| 2017年 | 3月25日  | 11TH ANNIVERSARY∞スーパーグランド エグゼクティブパーティー!                   | ヨシモト∞ホール                              |                                                                                    |
| 2017年 | 5月31日  | Boys Neon LIVE! DX                                                            | SHIBUYA TSUTAYA O-EAST                       |                                                                                    |
| 2017年 | 7月14日  | OTODAMA SEA STUDIO 2017 「UNDER THE SUN 2017」                                | OTODAMA SEA STUDIO                           |                                                                                    |
| 2017年 | 8月13日  | NANIWAdelic∞東西バンド頂上決戦! SALTY's vs Runny Noize 〜塩っ鼻〜             | 渋谷TAKE OFF 7                               |                                                                                    |
| 2017年 | 9月18日  | オトタノ                                                                      | 新宿ReNY                                     |                                                                                    |
| 2017年 | 10月29日 | HALLOWEEN∞NIGHT FES 2017                                                      | ヨシモト∞ホール                              |                                                                                    |
| 2017年 | 12月2日  | 下北沢にて'17                                                                 | 下北沢SHELTER                                |                                                                                    |
| 2017年 | 12月31日 | Laugh&PeaceMusicFes!! 〜輝く! よしもとリズムネタ・ガチ歌傑作選〜              | ヨシモト∞ホール                              | ファン投票企画で優勝し、 楽曲のカラオケ配信が決まった                              |
| 2018年 | 3月2日   | surround around                                                               | shibuya eggman                               |                                                                                    |
| 2018年 | 3月18日  | VENUSFORT SMILE FESTA SPECIAL EVENT                                           | ヴィーナスフォート 2F 教会広場               | 3月17日〜4月27日の期間中、 SALTY'sが館内BGMで楽曲を紹介 するナビゲーターを担当した |
| 2018年 | 3月19日  | IKE-MEN LIVE DELIVERY vol.06                                                  | 渋谷WOMBLIVE                                 |                                                                                    |
| 2018年 | 4月9日   | 放課後ネツアク祭!! vol.10                                                     | DESEO mini                                   |                                                                                    |
| 2018年 | 4月22日  | 島ぜんぶでおーきな祭 第10回沖縄国際映画祭 波の上ミュージックアワー            | 波の上うみそら公園                           | 悪天候のため中止                                                                   |
| 2018年 | 4月26日  | Darling! Live vol.14                                                          | SHIBUYA DESEO                                |                                                                                    |
| 2018年 | 5月11日  | BEST FRIENDS                                                                  | TSUTAYA o-nest                               |                                                                                    |
| 2018年 | 5月15日  | Wave Set Up!!!                                                                | SHIBUYA DESEO                                |                                                                                    |
| 2018年 | 5月17日  | ヒミツノミヤコ×ジュリアナの祟り 共同企画 バブルな宴                           | LIVE SQUARE 2nd LINE                         |                                                                                    |
| 2018年 | 6月4日   | 放課後ネツアク祭!! vol.12                                                     | DESEO mini                                   |                                                                                    |
| 2018年 | 6月16日  | SALTY's × Runny Noize 2MAN LIVE 〜塩っ鼻〜 in大阪                             | アメリカ村 DROP                              |                                                                                    |
| 2018年 | 6月17日  | SALTY's × Runny Noize 2MAN LIVE 〜塩っ鼻〜 in東京                             | shibuya CYCLONE                              |                                                                                    |
| 2018年 | 6月24日  | Chewing High!! Friends Party vol.9                                            | 渋谷RUIDO K2                                 | 初のバンド系対バン                                                                 |
| 2018年 | 7月2日   | 放課後ネツアク祭!! vol.13                                                     | DESEO mini                                   |                                                                                    |
| 2018年 | 7月12日  | 持田悠生生誕祭イベント                                                        | 六本木morph-tokyo                            |                                                                                    |
| 2018年 | 7月16日  | モアザンヘヴン21 〜夏フェス2018〜                                             | LOUNGE NEO                                   |                                                                                    |
| 2018年 | 8月4日   | 天保山シーサイドサマーフェスタ                                                | 天保山マーケット プレイス ロタンダステージ   |                                                                                    |
| 2018年 | 8月12日  | 盛り上げコールでブチ上げろ! 芸人カラオケ超パーティー                          | ヨシモト∞ホール                              | 塩村のみの出演                                                                     |
| 2018年 | 8月12日  | 芸人ラップバトル『ぺちゃくちゃ大戦争』                                        | ヨシモト∞ホール                              | 塩澤、塩チョのみの出演                                                             |
| 2018年 | 8月12日  | SUPER SUMMER NIGHT FES 2018                                                   | ヨシモト∞ホール                              |                                                                                    |
| 2018年 | 8月20日  | OTODAMA SEA STUDIO 2018 「WE LOVE U 2018」                                    | OTODAMA SEA STUDIO                           |                                                                                    |
| 2018年 | 8月31日  | noovy 2nd全国ツアー 『LION DANCE 〜ぬびが舞う〜』                             | 渋谷 CLUB QUATTRO                            |                                                                                    |
| 2018年 | 9月1日   | サイサイフェス2018                                                            | 新木場STUDIO COAST                           |                                                                                    |
| 2018年 | 9月14日  | ミューザ川崎ゲートプラザライブ                                                | ミューザ川崎ゲートプラザ                     | 悪天候のため中止                                                                   |
| 2018年 | 10月12日 | ミューザ川崎ゲートプラザライブ                                                | ミューザ川崎ゲートプラザ                     | 初の路上ライブ                                                                     |
| 2018年 | 10月15日 | shibuya CYCLONE presents                                                      | shibuya CYCLONE                              |                                                                                    |
| 2018年 | 10月23日 | surround around                                                               | shibuya eggman                               |                                                                                    |
| 2018年 | 11月9日  | OTOKU-KAN                                                                     | 下北沢GARDEN                                 | 初の学祭出演                                                                       |
| 2018年 | 12月7日  | all moss tea 2nd single 「raise」release live                                 | 新栄SIX-DOG                                  |                                                                                    |
| 2018年 | 12月8日  | ミューザ川崎ゲートプラザライブ                                                | ミューザ川崎ゲートプラザ                     |                                                                                    |
| 2018年 | 12月31日 | Laugh&PeaceMusic∞Fes!! 2018 Winter 〜平成最後の大晦日SP〜                     | ヨシモト∞ホール                              |                                                                                    |
| 2019年 | 3月13日  | 塩チェコ 〜トーク編〜                                                         | ヨシモト∞ホール                              | 1stメジャーデビューアルバム「塩」が 7月3日にリリースされることを発表               |
| 2019年 | 3月21日  | 塩チェコ 〜ライブ編〜                                                         | shibuya eggman                               |                                                                                    |
| 2019年 | 3月25日  | シブオビ                                                                      | ヨシモト∞ドームⅠ                             | 塩澤、塩野、塩チョのみの出演                                                       |
| 2019年 | 4月19日  | 島ぜんぶでおーきな祭 第11回沖縄国際映画祭                                     | てんぶす広場お笑い& パフォーマンスステージ   | 塩澤、塩野、塩チョのみの出演                                                       |
| 2019年 | 6月9日   | 西葛祭 TSM×吉本 お笑いスペシャルライブ                                        | 東京スクールオブミュージッ ク&ダンス専門学校 |                                                                                    |
| 2019年 | 7月23日  | 水都音楽祭×DROP pre. 「sweet music award」                                    | アメリカ村 DROP                              |                                                                                    |
| 2019年 | 7月26日  | NANIWAdelic in TOKYO                                                          | 渋谷TAKE OFF 7                               |                                                                                    |
| 2019年 | 8月7日   | 東芝ビル夏祭り！ 一夜限りのビアガーデン スリーワンダフルフェスタ2019          | 浜松町東芝ビル中庭                           |                                                                                    |
| 2019年 | 8月16日  | OTODAMA SEA STUDIO 2019 「BEACH BEACH BEACH 2019」                            | OTODAMA SEA STUDIO                           |                                                                                    |
| 2019年 | 9月15日  | TOKYO CALLING                                                                 | Mona Records                                 |                                                                                    |
| 2019年 | 12月30日 | Laugh & Peace Music ∞ Fes!! 2019 Winter 〜令和元年を音楽で締めくくろうの巻〜  | ヨシモト∞ホール                              | 事実上のラストライブ                                                               |

## 出演

### タイアップ
| 曲名                 | 番組名                                                                                          |
| -------------------- | ----------------------------------------------------------------------------------------------- |
| 勝手な日曜日         | 高野祐衣のにいがた酒の陣 エンディングテーマ（kawaiianTV）                                       |
| やっぱ塩やねん       | アキナ・和牛・アインシュタインのバツウケテイナー 2018年8月度 エンディングテーマ（サンテレビ）   |
| 塩顔ジェネレーション | シェアハウス Bダッシュ 2019年7月〜9月 エンディングテーマ（東海テレビ）                          |
| 塩顔ジェネレーション | 特盛！よしもと 今田・八光のおしゃべりジャングル 2019年7月〜8月 エンディングテーマ（読売テレビ） |

### テレビ
- 2017年11月16日 jealkb Presents『オトタノ』ダイジェストSPECIAL（MUSIC ON! TV）
- 2019年1月8日 BOMBER-E（メ〜テレ）
- 2019年1月25日 メイプル超音楽（CBCテレビ）
- 2019年3月25日 シブオビ（塩澤、塩野、塩チョのみ）
- 2019年7月19日 メイプル超音楽（CBCテレビ 塩澤、塩チョのみ）
- 2019年7月24日 本能Z（CBCテレビ 塩チョのみ）

### ラジオ
- 2018年11月23日 HARAJUKU MUSIC STUDIO（BSCラジオ 塩村のみ）
- 2018年12月12日 infinity!plus（MID-FM）
- 2018年12月22日 SoMusic（東海ラジオ）
- 2019年1月5日 若狭敬一のスポ音（CBCラジオ）
- 2019年6月18日 タクマ・神野もどーゆーふー（東海ラジオ 塩澤、塩チョのみ）
- 2019年6月19日 ひらかたMaterial（FMひらかた 塩澤、塩チョのみ）
- 2019年6月24日～27日 NANIWAdelic RADIO（FM OH! 塩澤、塩チョのみ）
- 2019年6月2625日 The魂（NACK5）
- 2019年6月28日 ひなきょん⭐︎わんぱくラジオ （CROSS FM）
- 2019年6月28日 HARAJUKU MUSIC STUDIO（BSCラジオ）
- 2019年7月10日 Music Spice!（FM FUJI 塩澤、塩チョのみ）
- 2019年8月3日 ねねの！びんびん！ミュージック（東海ラジオ 塩澤、塩チョのみ）
- 2019年9月13日 長江建次のＤＡＲＡＤＡラジオ（FM世田谷）
- 2019年9月15日 楽器楽園〜ガキパラ〜（文化放送、塩チョのみ）

### 動画サイト
- 2019年6月13日 music monster

### 雑誌・フリーペーパー
- 2019年3月1日 eggman
- 2019年6月27日 週間少年チャンピオン（塩澤、塩チョのみ）
- 2019年7月1日 Skream!
- 2019年7月1日 eggman
- 2019年7月19日 レコメンダー